# Xestoleberis eulitoralis
Xestoleberis eulitoralis is een mosselkreeftjessoort uit de familie van de Xestoleberididae. De wetenschappelijke naam van de soort is voor het eerst geldig gepubliceerd in 1959 door Hartmann.